# 波茲曼常數
| 数值                | 单位    |
| ------------------- | ------- |
| 1.380649×10−23      | J·K−1   |
| 8.617333262145×10−5 | eV·K−1  |
| 1.380649×10−16      | erg·K−1 |

波茲曼常數（英語：Boltzmann constant）是有關於溫度及能量的一個物理常數，常用 {\displaystyle k} 或 {\displaystyle k_{B}} 表示，以纪念奧地利物理學家路德維希·波茲曼在統計力學领域做出的重大貢獻。數值及單位為：（SI制，2014 CODATA 值）
{\displaystyle k=1.38064852(79)\times 10^{-23}}J/K
括號內為誤差值，原則上玻尔兹曼常數為導出的物理常數，其值由其他物理常數及絕對溫度單位的定義所決定。
氣體常數 {\displaystyle R} 是波茲曼常數 {\displaystyle k} 乘上阿伏伽德罗常數 {\displaystyle N_{A}}：
{\displaystyle k={\frac {R}{N_{\text{A}}}}\,}
當使用摩爾數計算粒子數時，較常使用氣體常數。
国际计量委员会建议采用玻尔兹曼常数来定义热力学温度单位开尔文（K）。
新的玻尔兹曼常数已被ISO设定为{\displaystyle k=1.380\ 649\times 10^{-23}\ {\mbox{J/K}}}。

## 历史
玻尔兹曼常数以其 19 世纪奥地利发现者路德维希·玻尔兹曼 (Ludwig Boltzmann) 的名字命名。
尽管玻尔兹曼在 1877 年首次将熵和概率联系起来，但这种关系从未用特定常数来表达，直到马克斯·普朗克首次引入 k，并给出了更精确的值（1.346×10^-23 J/K，比今天的值低约 2.5%），他在 1900-1901 年推导了黑体辐射定律。
1900 年之前，涉及玻尔兹曼因子的方程不是使用每个分子的能量和玻尔兹曼常数编写的，而是使用气体常数 R 的形式以及物质宏观量的宏观能量。
玻尔兹曼墓碑上标志性的简洁形式的方程 S = k ln W 实际上是普朗克提出的，而不是玻尔兹曼提出的。
普朗克实际上在与他的同名 h 相同的著作中介绍了它。
1920年，普朗克在他的诺贝尔奖获奖演说中写道：[13]
这个常数通常被称为玻尔兹曼常数，尽管据我所知，玻尔兹曼本人从未引入过它——这是一种特殊的情况，可通过以下事实来解释：从玻尔兹曼偶尔的言论中可以看出，他从未考虑过进行常数的精确测量。
这种“特殊的事态”可以通过一场盛大的科学辩论来说明。
十九世纪下半叶，对于原子和分子是否真实存在，或者它们只是解决问题的启发式工具，存在相当大的分歧。
通过原子量测量的化学分子是否与通过动力学理论测量的物理分子相同，彼时尚未达成一致。
普朗克1920年的演说：
没有什么比这样的事实更能说明实验者的精湛技术在过去二十年中所取得的积极而忙碌的进步：从那时起，人们不仅发现了一种方法，而且发现了许多测量物体质量的方法。 分子的精确度几乎与行星的精确度相同。
在2019年重新定义SI基本单位之前，玻尔兹曼常数是测量量而不是固定值。
由于开尔文和其他SI基本单位的重新定义，其定义发生了多次变化。
2017 年，通过声学气体测温法获得了最准确的玻尔兹曼常数测量，该测温法利用微波和声学共振确定三轴椭球室内单原子气体的声速。
这项长达十年的努力是由多个实验室采用不同技术进行的；它是2019年重新定义 SI 基本单位的基石之一。
根据这些测量结果，CODATA建议1.380649×10^−23 J/K 作为用于国际单位制的玻尔兹曼常数的最终固定值。

## 溫度與能量關係
在絕對溫度为{\displaystyle T}的熱力學系統下，熱能是由系統中微觀的自由度所決定的，每一自由度对内能的贡献为{\displaystyle {\frac {kT}{2}}}。室溫，300 K（27 °C 或 80 °F）約為
{\displaystyle {\frac {kT}{2}}=2.07\times 10^{-21}}J或 0.013 eV。
在古典統計力學裏，同質性理想氣體每個原子每一自由度具有 {\displaystyle {\frac {kT}{2}}} 。單原子理想氣體每個原子具有3個自由度，對應於三個空間方向，所以每個原子的熱能為 1.5kT 。如同熱容量文章裏提到的，非常接近實驗值。熱能可用以計算原子的方均根速度，反比於原子量（原子質量）的平方根。室溫下的方均根速度範圍約從氦的 1370 m/s ，到氙的 240 m/s 之間。對於分子氣體則更複雜；例如雙原子氣體每分子約有5個自由度。
上述結果是從理想氣體狀態方程中推出的。
理想氣體狀態方程：
{\displaystyle PV=NkT}

## 熵的定義
在統計力學裏，一個系統的熵「S」定義為{\displaystyle \Omega }的自然對數，此數是宏觀條件限制下（例如固定之總能量 「E」）的微觀狀態數目。
{\displaystyle S=k\,\ln \Omega }
比例常數 {\displaystyle k} 為波茲曼常數。此方程式描述系統的微觀條件（{\displaystyle \Omega }）和宏觀狀態（{\displaystyle S}）之間的關係，是統計力學的一個中心概念。

## 熱電壓
在半導體學中，穿越P-N 二極體的電荷與電壓之間的關係，稱之為熱電壓，記號為{\displaystyle V_{T}}。此熱電壓與絕對溫度有關。其關係式為：
{\displaystyle V_{T}={kT \over q},} 其中{\displaystyle q} 為电子的电量（大小为1.602×10−19, 單位是庫侖）。
若使用電子伏特為單位，則波茲曼常數可表示溫度與能量之間的關係為 8.617 343(15)×10−5 eV/K。